# Plano lineal

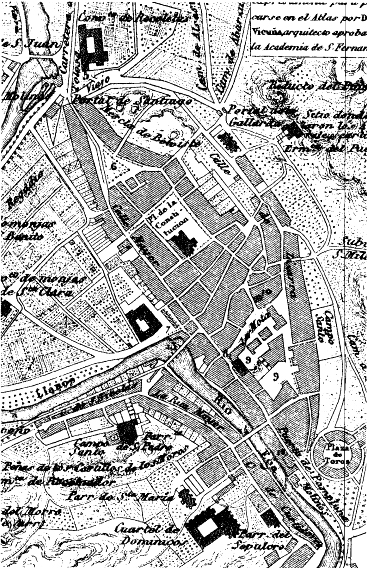
Plano lineal de Estella (1850)

El plano lineal es un tipo de diseño urbano de forma alargada (en sus orígenes) generalmente, como consecuencia de la disposición a lo largo de una vía de comunicación. Este es el caso de muchas ciudades surgidas en el siglo XIX con la expansión del ferrocarril en América: en Estados Unidos o Argentina la colonización de las nuevas tierras se hizo a partir de las líneas ferroviarias, en torno a las cuales se construían nuevas ciudades o se expandían otras ya existentes que crecían a su paso. También se produjeron estos tipos de planos en las costas y en las márgenes de algunos ríos. En la Argentina surgieron muchos asentamientos de forma lineal con la expansión de las vías del ferrocarril. En España son muchas las ciudades formadas sobre todo a lo largo del Camino de Santiago: Estella, Logroño, Santo Domingo de la Calzada y Burgos, aunque ampliadas y transformadas, todavía revelan su origen. 